# Goddanakoppa, Shikarpur
Goddanakoppa là một làng thuộc tehsil Shikarpur, huyện Shimoga, bang Karnataka, Ấn Độ.